# Александър Томов (борец)
Вижте пояснителната страница за други личности с името Александър Томов.
Александър Томов Лазаров е български спортист, борец в стил класическа борба, един от най-титулуваните български спортисти, носител на три олимпийски медала, петкратен световен шампион, петкратен европейски шампион, световен студентски шампион, двукратен европейски вицешампион.

## Биография
Роден е на 3 април 1949 година в село Склаве. С борба започва да се занимава, когато постъпва в средно училище. Тренира в спортно дружество „Левски-Спартак", при треньора Веселин Маринов.
През 1971 година става световен шампион за първи път.
Един от най-големите майстори в света на хватката „хвърляне през гърди“ – един от символите на този стил борба.
Понастоящем е член на управителния съвет на Българската федерация по борба.

## Спортни постижения
- Петкратен световен шампион
  - „София '71“
  - „Техеран '73“,
  - „Катовице '74“
  - „Минск '75“
  - „Сан Диего '79“
- Петкратен европейски шампион
  - „Катовице '72“
  - „Хелзинки '73“,
  - „Ленинград '76“
  - „Букурещ '79“
  - „Йонкьопинг '84“
- Носител на сребърен медал от европейски първенства през 1974 и 1978, както и на бронзов медал от 1970
- Сребърен медалист от олимпийските игри „Мюнхен '72“, „Монреал '76“ и „Москва '80“
- Световен студентски шампион
- Носител на „златния пояс“ на името на Никола Петров за 1972 г.[1]

Приет е в Залата на спортната слава в Оклахома, САЩ.